# Cuaespinós crestat
El cuaespinós crestat (Cranioleuca subcristata) és una espècie d'ocell de la família dels furnàrids (Furnariidae).

## Hàbitat i distribució
Habita boscos a turons i muntanyes del nord-est de Colòmbia i nord i oest de Veneçuela.